# (3010) Ushakov
(3010) Ushakov ist ein Asteroid des Hauptgürtels, der am 27. September 1978 von der russischen Astronomin Ljudmila Tschernych am Krim-Observatorium (IAU-Code 095) in Nautschnyj entdeckt wurde.
Der Asteroid gehört zur Themis-Familie, einer Gruppe von Asteroiden, die nach (24) Themis benannt wurde.
Der Asteroid wurde nach dem russischen Admiral Fjodor Fjodorowitsch Uschakow (~1747–1817) benannt.